# مزرعه عرب (اصفهان)
مزرعه عرب (اصفهان)، روستایی از توابع بخش جرقویه سفلی شهرستان اصفهان در استان اصفهان ایران است که در ۶۵ کیلومتری جنوب غربی شهرستان ورزنه  واقع شده است.

## جمعیت
این روستا در دهستان جرقویه وسطی قرار دارد و براساس سرشماری مرکز آمار ایران در سال 1395، جمعیت آن 513 نفر (164خانوار) بوده‌است.